# Pietro Camporese il Giovane
Pietro Camporese (Roma, 22 maggio 1792 – Roma, 23 febbraio 1873) è stato un architetto italiano.

## Biografia
Figlio di Giulio Camporese e nipote di Pietro Camporese detto Il Vecchio, appartenente ad una famiglia di architetti attivi a Roma, contribuì al restauro e alla riqualificazione di diversi edifici pubblici (ad esempio, il Palazzo Wedekind e l'Ospedale di San Giacomo degli Incurabili) e chiese, soprattutto nel travagliato periodo tra le invasioni francesi a Roma della prima metà del XIX secolo. In alcuni casi progettò delle opere nuove, come il palazzo camerale di via di Ripetta.
La sua attività fu particolarmente intensa sotto il papato di Gregorio XVI; più tardi, tuttavia manifestò simpatie per il movimento garibaldino. Così, dopo la proclamazione del Regno d'Italia (1861), divenne capo dell'Ufficio Tecnico del Comune di Forlì. Come tale, ridisegnò il Cimitero monumentale di Forlì, dato che non era ancora stato realizzato il progetto, pur approvato, di Giacomo Santarelli.
Dopo la presa di Roma del 1870, fu eletto consigliere comunale a Roma, dove presiedette la commissione per lo studio per il piano di sviluppo urbanistico.
Le sue spoglie giacciono presso il Cimitero del Verano, in zona Pincetto Vecchio, presso il muro di cinta.